# Upuaut (robot)
Upuaut – nazwa robota skonstruowanego przez niemieckiego inżyniera Rudolfa Gantenbrinka, który został użyty do badania korytarza w piramidzie Cheopsa.
22 marca 1993 robot został wprowadzony do jednego z dwóch szybów (południowego) odchodzących od Komory Królowej. 
Robot był w istocie łazikiem o napędzie elektrycznym o wymiarach 37 x 12 cm, zaopatrzony w kamerę wideo marki Sony.